# Nopala de Villagran
Nopala de Villagran är en ort i Mexiko.   Den ligger i kommunen Nopala de Villagrán och delstaten Hidalgo, i den sydöstra delen av landet, 110 km nordväst om huvudstaden Mexico City. Nopala de Villagran ligger 2 400 meter över havet och antalet invånare är 15 099.
Terrängen runt Nopala de Villagran är kuperad åt nordost, men åt sydväst är den platt. Terrängen runt Nopala de Villagran sluttar västerut. Runt Nopala de Villagran är det ganska glesbefolkat, med 42 invånare per kvadratkilometer. Nopala de Villagran är det största samhället i trakten. I omgivningarna runt Nopala de Villagran växer huvudsakligen savannskog.